# Marigny-Brizay
Pour les articles homonymes, voir Marigny et Brizay (homonymie).
Marigny-Brizay est une ancienne commune du Centre-Ouest de la France, située dans le département de la Vienne en région Nouvelle-Aquitaine, aujourd'hui intégrée à la commune nouvelle de Jaunay-Marigny.

## Géographie
C’est un village viticole.

### Localisation
Marigny-Brizay est placée à 4 kilomètres à l'ouest de Beaumont et 5 kilomètres au sud-ouest de Colombiers.

### Climat
Le  climat est océanique avec des étés tempérés.

## Toponymie
Les formes anciennes de Marigny-Brizay sont : Ecclesia de Margniaco juxta castrum  Bellimontis 1123, Margné 1255, Marignec prope Bellum Montem 1259, Marigné, Mareignec 1322, Sainct Estienne de Marigny 1530, Marigné soubz Beaumont en Chastelleraudois 1595, Marigné Brizé 1680, Marigny Brisay 1720, Marigny Brizay 1733.
Le nom du bourg proviendrait de l’anthroponyme gallo-romain Marinius avec le suffixe latin de propriété -acum devenu -ec  puis -é et signifiant domaine de.

## Histoire
Sous l'ancien régime, Marigny-Brizay et Saint-Léger-la-Palu étaient deux paroisses distinctes. Elle dépendaient de l'archiprêtré de Dissay, du duché, de la sénéchaussée et de l'élection de Châtellerault.
A la Révolution, une nouvelle commune fut formée par la réunion de ces deux anciennes paroisses Marigny-Brizay et Saint-Léger-la-Palu.
Au début du XIXe siècle, sous l'Empire, les Igny-Marins (habitants de Marigny-Brizay) vivaient du travail agricole. Les terres labourables permettaient la culture  du froment, du meteil - un mélange de blé et de seigle - du chanvre et de l'ail. Un millier de moutons parcouraient les pacages. Ils fournissaient à la population, laine et viande. Les coteaux étaient plantés de vigne. Le vin récolté était un blanc médiocre destiné à la distillation.

## Politique et administration

### Liste des maires
| Période                                  | Période   | Identité            | Étiquette | Qualité                   |
| ---------------------------------------- | --------- | ------------------- | --------- | ------------------------- |
| avant 1951                               | ?         | Elie Fournier       | CNIP      | Agriculteur exploitant    |
| Mars 1989                                | Mars 2008 | Jean-Claude Lemoine | PS        |                           |
| Mars 2008                                | 2017      | Joël Bizard         | PS        | Cadre commercial retraité |
| Les données manquantes sont à compléter. |           |                     |           |                           |

### Instances judiciaires et administratives
La commune relève du tribunal d'instance de Poitiers, du tribunal de grande instance de Poitiers, de la cour d'appel  de Poitiers, du tribunal pour enfants de Poitiers, du conseil de prud'hommes de Poitiers, du tribunal de commerce de Poitiers, du tribunal administratif de Poitiers et de la cour administrative d'appel  de  Bordeaux, du tribunal des pensions de Poitiers, du tribunal des affaires de la Sécurité sociale de la Vienne, de la cour d’assises de la Vienne.

### Services publics
Les réformes successives de La Poste ont conduit à la fermeture de nombreux bureaux de poste ou à leur transformation en simple relais.

## Démographie
L'évolution du nombre d'habitants est connue à travers les recensements de la population effectués dans la commune depuis 1793. À partir du 1er janvier 2009, les populations légales des communes sont publiées annuellement dans le cadre d'un recensement qui repose désormais sur une collecte d'information annuelle, concernant successivement tous les territoires communaux au cours d'une période de cinq ans. 
Pour les communes de moins de 10 000 habitants, une enquête de recensement portant sur toute la population est réalisée tous les cinq ans, les populations légales des années intermédiaires étant quant à elles estimées par interpolation ou extrapolation. Pour la commune, le premier recensement exhaustif entrant dans le cadre du nouveau dispositif a été réalisé en 2004,.
En 2014, la commune comptait 1 326 habitants, en évolution de +16,11 % par rapport à 2009 (Vienne : +1,68 %, France hors Mayotte : +2,49 %).
| 1793 | 1800 | 1806 | 1821 | 1831 | 1836 | 1841 | 1846 | 1851 |
| ---- | ---- | ---- | ---- | ---- | ---- | ---- | ---- | ---- |
| 511  | 512  | 455  | 722  | 664  | 741  | 752  | 799  | 803  |

| 1856 | 1861 | 1866 | 1872 | 1876 | 1881 | 1886  | 1891  | 1896 |
| ---- | ---- | ---- | ---- | ---- | ---- | ----- | ----- | ---- |
| 852  | 886  | 860  | 836  | 844  | 875  | 1 027 | 1 002 | 996  |

| 1901 | 1906  | 1911 | 1921 | 1926 | 1931 | 1936 | 1946 | 1954 |
| ---- | ----- | ---- | ---- | ---- | ---- | ---- | ---- | ---- |
| 991  | 1 043 | 979  | 875  | 808  | 723  | 739  | 817  | 819  |

| 1962 | 1968 | 1975 | 1982 | 1990  | 1999 | 2004  | 2009  | 2014  |
| ---- | ---- | ---- | ---- | ----- | ---- | ----- | ----- | ----- |
| 785  | 758  | 737  | 915  | 1 026 | 969  | 1 097 | 1 142 | 1 326 |

En 2008, selon l’Insee, la densité de population de la commune était de 54 hab./km2 contre 61 hab./km2 pour le département, 68 hab./km2 pour la région Poitou-Charentes et 115 hab./km2 pour la France.

## Économie
Selon la direction Régionale de l'Alimentation, de l'Agriculture et de la Forêt de Poitou-Charentes, il n'y a plus que 22 exploitations agricoles en 2010 contre 34 en 2000.
Les surfaces agricoles utilisées ont légèrement augmenté et sont passées de 1 310 hectares en 2000 à 1 338 hectares en 2010. Ces chiffres indiquent une concentration des terres sur un nombre plus faible d’exploitations. Cette tendance est conforme à l’évolution  constatée sur tout le département de la Vienne puisque de 2000 à 2007, chaque exploitation a gagné en moyenne 20 hectares.
47 % des surfaces agricoles sont destinées à la culture des céréales (blé tendre essentiellement mais aussi orge et maïs), 14 % pour les oléagineux (tournesol), 13 % pour le fourrage et moins de 1 % reste en herbes. En 2000, 124 hectares (141 en 2010) étaient consacrés à la vigne sur 18 exploitations viticoles en 2000 et 9 en 2010.
Bénéficiant de l'appellation d'origine contrôlée Haut-Poitou, les crus de Marigny-Brizay sont réputés.
Les élevages de chèvres, de bovins et de volailles ont disparu au cours de cette décennie.
La disparition de l'élevage des caprins est révélatrice de l’évolution qu’a connue, en région Poitou-Charente, cet élevage au cours des deux  dernières décennies : division par trois du nombre d’exploitations, augmentation des effectifs moyens par élevage (38 chèvres en 1988, 115 en 2000), division par 10 des chèvreries de 10 à 50 chèvres qui représentaient 50 % des troupeaux en 1988, et multiplication par 6 des élevages de plus de 200 chèvres qui regroupent, en 2000, 45 % du cheptel. Cette évolution des structures de production caprine a principalement pour origine la crise de surproduction laitière de 1990-1991 qui, en parallèle des mesures incitatives, a favorisé des départs d’éleveurs en préretraite et encouragé l’adaptation structurelle des élevages restants.
La disparition de l'élevage des ovins est conforme à la tendance globale du département de la Vienne. En effet, le troupeau d’ovins, exclusivement destiné à la production de viande, a diminué de 43,7 % de 1990 à 2007.

## Culture locale et patrimoine

### Lieux et monuments
- Château de la Tour-de-Signy dont la porte est inscrite comme monument historique depuis 1943.
- Château de la Valette dont le décor intérieur et le salon sont inscrits comme monument historique depuis 1994.
- Château de Montfaucon inscrit comme monument historique depuis 2001 pour le souterrain, la maison forte, le site archéologique, la tourelle, la tour, les latrines, l'escalier, les communs, la cheminée et l'enceinte.
- Église Saint-Léger-la-Palu de Marigny-Brizay est inscrite comme monument historique depuis 1935[10].
- Église Saint-Étienne de Marigny-Brizay. Il ne subsiste de l'église Romane que la travée qui correspond au clocher, celle-ci contient une coupole sur pendentifs. La porte ouest est très enterrée à sa base, elle s'ouvre en arc brisé dans une saillie du mur de façade. Elle est inscrite à l'Inventaire général du patrimoine culturel[11].
- Manoir de la Mailleterie dont la tour, l'élévation, la toiture sont inscrits comme monument historique depuis 1935.
- Motte de Guygnement, sous laquelle se situerait un souterrain[12].
- Souterrain-refuge de La Tourette[13].

### Personnalités liées à la commune
- Jean-Baptiste de Chabot (1740-1819) : évêque de Saint-Claude puis de Mende et Viviers
- Ernest Cesbron (1809-1882), homme politique français.
- Jacques Santrot, (1938-), universitaire, homme politique français qui fut maire de Poitiers de 1977 à 2008 et réside dans la commune.

### Articles de Wikipédia
- Liste des communes de la Vienne
- Anciennes communes de la Vienne